# Macambira
Macambira è un comune del Brasile nello Stato del Sergipe, parte della mesoregione dell'Agreste Sergipano e della microregione dell'Agreste de Itabaiana.